# Johan Frederik von und zu Mansbach
Johan Frederik (ursprungligen Johann Friedrich) von und zu Mansbach, född den 26 oktober 1744 på godset Mansbach, död den 15 mars 1803 på Fredriksten, var en tyskfödd dansk militär. Han var far till Carl von und zu Mansbach.
von Mansbach blev dansk överstelöjtnant 1772 och naturaliserad som dansk friherre 1776. Han blev 1783 norsk infanteriöverste och anförde som generalmajor en fältbrigad i anfallet mot Sverige 1788. Den 3 oktober 1788 ockuperade hans trupper Vänersborg, man var förvarnad och hade utrymt staden. Ockupationen hävdes den 5 november utan att några övergrepp eller plundringar förekom. Han blev 1790 kommendant på Fredriksten.